# Rallye Monte Carlo 2023
Die 91. Rallye Monte Carlo (offiziell 91. Rallye Automobile Monte Carlo 2023) war der 1. Lauf zur FIA-Rallye-Weltmeisterschaft 2023. Sie dauerte vom 19. bis zum 22. Januar und es wurden insgesamt 18 Wertungsprüfungen (WP) gefahren.

## Bericht
Sébastien Ogier, im Toyota GR Yaris Rally1, dominierte die Rallye Monte Carlo von Anfang an. Erst in der sechsten Wertungsprüfung (WP) konnte ihn Teamkollege Elfyn Evans auf den zweiten Rang verweisen. Am Abend des ersten Renntages hatte Ogier 36 Sekunden Vorsprung auf seinen zweiten Teamkollegen und amtierenden Weltmeister Kalle Rovanperä. Der Finne überholte Thierry Neuville im Hyundai i20 N Rally1 während der sechsten WP, die zwei Kontrahenten trennten nur 1,9 Sekunden im Gesamtklassement. Dahinter, auf dem vierten Rang, der erste Ford Puma Rally1 von M-Sport mit Ott Tänak am Steuer. Nach einem Reifenschaden endete der Tag für Evans auf Rang fünf. Pech hatte Pierre-Louis Loubet (M-Sport), seine Servolenkung fiel in der fünften WP aus, in der Mittagspause durften nur die Reifen gewechselt werden, ein Service war nicht vorgesehen. Die drei Wertungsprüfungen am Nachmittag verlangten dem Fahrer und seinem neuen Beifahrer Nicolas Gilsoul alles ab. Gilsoul betätigte zeitweise für Loubet die Handbremse, schließlich kamen sie völlig erschöpft ins Ziel mit über 11 Minuten Rückstand auf dem 29. Platz.
Am Samstag holte Rovanperä gegenüber Ogier auf und verkürzte den Abstand auf 16 Sekunden. In der Nachtprüfung (WP14) fuhr Rovanperä die Bestzeit, womit er den Druck auf Ogier aufrechterhielt, für die zu fahrenden vier Wertungsprüfungen am Sonntag. Auf Rang drei folgte Neuville mit weiteren 16 Sekunden Rückstand auf Rovanperä und Evans mit knapp 25 Sekunden Rückstand auf Neuville.
Am Sonntag fuhr Ogier sicher ins Ziel und feierte seinen insgesamt neunten Sieg bei der Rallye Monte Carlo, was neuer Rekord bedeutet, kein anderer Fahrer hat dies geschafft bis anhin. Die Powerstage (18 WP) gewann Rovanperä, was ihm nebst den 18 Punkten zusätzliche fünf Punkte für die Weltmeisterschaft einbrachte. Neuville belegte den dritten Rang als bester nicht Toyota-Fahrer. In der WM-Tabelle lag nach der Rallye Ogier mit 26 Punkten vor Rovanperä mit 23 und Neuville mit 17 Zählern in Führung.

## Meldeliste
| Nr.                  | Fahrer                      | Co-Pilot                   | Auto                   |
| -------------------- | --------------------------- | -------------------------- | ---------------------- |
| WRC-Klasse (Rally1)  |                             |                            |                        |
| 4                    | Esapekka Lappi              | Janne Ferm                 | Hyundai i20 N Rally1   |
| 6                    | Dani Sordo                  | Cándido Carrera            | Hyundai i20 N Rally1   |
| 7                    | Pierre-Louis Loubet         | Nicolas Gilsoul            | Ford Puma Rally1       |
| 8                    | Ott Tänak                   | Martin Järveoja            | Ford Puma Rally1       |
| 9                    | Jourdan Serderidis          | Frédéric Miclotte          | Ford Puma Rally1       |
| 11                   | Thierry Neuville            | Martijn Wydaeghe           | Hyundai i20 N Rally1   |
| 17                   | Sébastien Ogier             | Vincent Landais            | Toyota GR Yaris Rally1 |
| 18                   | Takamoto Katsuta            | Aaron Johnston             | Toyota GR Yaris Rally1 |
| 33                   | Elfyn Evans                 | Scott Martin               | Toyota GR Yaris Rally1 |
| 69                   | Kalle Rovanperä             | Jonne Halttunen            | Toyota GR Yaris Rally1 |
| WRC2-Klasse (Rally2) |                             |                            |                        |
| 20                   | Adrien Fourmaux             | Alexandre Coria            | Ford Fiesta Rally2     |
| 21                   | Yohan Rossel                | Arnaud Dunand              | Citroën C3 Rally2      |
| 22                   | Stéphane Lefebvre           | Andy Malfoy                | Citroën C3 Rally2      |
| 23                   | Oliver Solberg              | Elliott Edmondson          | Škoda Fabia RS Rally2  |
| 24                   | FIA Nikolai Grjasin         | FIA Konstantin Aleksandrov | Škoda Fabia RS Rally2  |
| 25                   | Grégoire Munster            | Louis Louka                | Ford Fiesta Rally2     |
| 26                   | Marco Bulacia               | Axel Coronado              | Škoda Fabia RS Rally2  |
| 27                   | Erik Cais                   | Petr Těšínský              | Škoda Fabia RS Rally2  |
| 28                   | Chris Ingram                | Craig Drew                 | Škoda Fabia Rally2 Evo |
| 29                   | Sean Johnston               | Alexander Kihurani         | Citroën C3 Rally2      |
| 31                   | Josh McErlean               | John Rowan                 | Hyundai i20 N Rally2   |
| 32                   | William Creighton           | Liam Regan                 | Hyundai i20 N Rally2   |
| 34                   | Pepe López                  | Borja Rozada               | Hyundai i20 N Rally2   |
| 35                   | Alejandro Cachón            | „Jandrín“                  | Citroën C3 Rally2      |
| 36                   | Mauro Miele                 | Luca Beltrame              | Škoda Fabia RS Rally2  |
| 37                   | François Delecour           | Sabrina De Castelli        | Škoda Fabia RS Rally2  |
| 38                   | Olivier Burri               | Anderson Levratti          | Hyundai i20 N Rally2   |
| 39                   | Johannes Keferböck          | Ilka Minor                 | Škoda Fabia Rally2 Evo |
| 40                   | Lorenzo Bontempelli         | Giovanni Pina              | Škoda Fabia Rally2 Evo |
| 41                   | Daniel Alonso Villarón      | Adrián Pérez Fernández     | Citroën C3 Rally2      |
| 42                   | Eamonn Boland               | „MJ“                       | Citroën C3 Rally2      |
| 44                   | Frédéric Rosati             | Philippe Marchetto         | Hyundai i20 N Rally2   |
| 45                   | Silvano Patera              | Stefano Tiraboschi         | Škoda Fabia Rally2 Evo |
| 46                   | Simone Niboli               | Battista Brunetti          | Škoda Fabia Rally2 Evo |
| 47                   | Filippo Marchino            | Pietro Elia Ometto         | Škoda Fabia R5         |
| 48                   | Fabrizio Arengi Bentivoglio | Massimiliano Bosi          | Škoda Fabia Rally2 Evo |
| 49                   | Christian Merli             | Marco Zortea               | Škoda Fabia Rally2 Evo |
| 50                   | Henk Vossen                 | Annemieke Hulzebos         | Ford Fiesta R5         |

## Klassifikationen

### WRC-Gesamtklassement
| WRC |                     |                            |                        |           |                 |      |
| 1   | Sébastien Ogier     | Vincent Landais            | Toyota GR Yaris Rally1 | 3:12:02.0 | 00:00.0         | 25+1 |
| 2   | Kalle Rovanperä     | Jonne Halttunen            | Toyota GR Yaris Rally1 | 3:12:20.8 | 00:18.8         | 18+5 |
| 3   | Thierry Neuville    | Marijn Wydaeghe            | Hyundai i20 N Rally1   | 3:12:46.6 | 00:44.6 00:25.8 | 15+2 |
| 4   | Elfyn Evans         | Scott Martin               | Toyota GR Yaris Rally1 | 3:13:14.4 | 01:12.4 00:27.8 | 12+3 |
| 5   | Ott Tänak           | Martin Järveoja            | Ford Puma Rally1       | 3:14:36.9 | 02:34.9 01:22.5 | 10+4 |
| 6   | Takamoto Katsuta    | Aaron Johnston             | Toyota GR Yaris Rally1 | 3:15:34.6 | 03:32.6 00:57.7 | 8    |
| 7   | Dani Sordo          | Càndido Carrera            | Hyundai i20 N Rally1   | 3:15:49.5 | 03:47.5 00:14.9 | 6    |
| 8   | Esapekka Lappi      | Janne Ferm                 | Hyundai i20 N Rally1   | 3:15:53.3 | 03:51.3 00:03.8 | 4    |
| 9   | Yohan Rossel        | Arnaud Dunand              | Citroën C3 Rally2      | 3:22:09.9 | 10:07.9 06:16.6 | 2    |
| 10  | FIA Nikolai Grjasin | FIA Konstantin Aleksandrov | Škoda Fabia RS Rally2  | 3:22:10.4 | 10:08.4 00:00.5 | 1    |

Insgesamt wurden 67 von 75 gemeldeten Fahrzeugen klassiert.

### WRC2
| Rang   | Fahrer              | Co-Pilot                   | Auto                  | Klasse   | Zeit      | Rückstand Sieger Rückstand V | Punkte |
| ------ | ------------------- | -------------------------- | --------------------- | -------- | --------- | ---------------------------- | ------ |
| 1 (9)  | Yohan Rossel        | Arnaud Dunand              | Citroën C3 Rally2     | WRC2 RC2 | 3:22:09.9 | 0:00.0                       | 25     |
| 2 (10) | FIA Nikolai Grjasin | FIA Konstantin Aleksandrov | Škoda Fabia RS Rally2 | WRC2 RC2 | 3:22:10.4 | 0:00.5                       | 18     |
| 3 (11) | Pepe López          | Borja Rozada               | Hyundai i20 N Rally2  | WRC2 RC2 | 3:23:16.1 | 1:06.2 1:05.7                | 15     |

## Wertungsprüfungen
| Tag            | Start | WP                                      | Name                                              | Länge                                   | Gewinner                                                                              | Co-Pilot                                                                      | Auto                                                                                | Zeit                                    | Leader          |
| -------------- | ----- | --------------------------------------- | ------------------------------------------------- | --------------------------------------- | ------------------------------------------------------------------------------------- | ----------------------------------------------------------------------------- | ----------------------------------------------------------------------------------- | --------------------------------------- | --------------- |
| Tag 1 19. Jan. | 09:31 | —                                       | Sainte-Agnès / Peille (Shakedown)                 | 2,29 km                                 | Sébastien Ogier                                                                       | Vincent Landais                                                               | Toyota GR Yaris Rally1                                                              | 01:44.6                                 |                 |
| Tag 1 19. Jan. | 20:05 | WP1                                     | La Bollène-Vésubie / Col de Turini 1              | 15,12 km                                | Sébastien Ogier                                                                       | Vincent Landais                                                               | Toyota GR Yaris Rally1                                                              | 10:22.9                                 | Sébastien Ogier |
| Tag 1 19. Jan. | 21:03 | WP2                                     | La Cabanette / Col de Castillon                   | 24,90 km                                | Sébastien Ogier                                                                       | Vincent Landais                                                               | Toyota GR Yaris Rally1                                                              | 16:10.8                                 | Sébastien Ogier |
| Tag 1 19. Jan. | 22:43 | Service Park Monaco (50 Min.)           | Service Park Monaco (50 Min.)                     | Service Park Monaco (50 Min.)           | Service Park Monaco (50 Min.)                                                         | Service Park Monaco (50 Min.)                                                 | Service Park Monaco (50 Min.)                                                       | Service Park Monaco (50 Min.)           | Sébastien Ogier |
| Tag 2 20. Jan. | 07:01 | Service Park Monaco (20 Min.)           | Service Park Monaco (20 Min.)                     | Service Park Monaco (20 Min.)           | Service Park Monaco (20 Min.)                                                         | Service Park Monaco (20 Min.)                                                 | Service Park Monaco (20 Min.)                                                       | Service Park Monaco (20 Min.)           | Sébastien Ogier |
| Tag 2 20. Jan. | 09:09 | WP3                                     | Roure / Roubion / Beuil 1                         | 18,33 km                                | Sébastien Ogier                                                                       | Vincent Landais                                                               | Toyota GR Yaris Rally1                                                              | 09:54.7                                 | Sébastien Ogier |
| Tag 2 20. Jan. | 10:22 | WP4                                     | Puget-Théniers / Saint-Antonin 1                  | 19,79 km                                | Sébastien Ogier                                                                       | Vincent Landais                                                               | Toyota GR Yaris Rally1                                                              | 11:44.7                                 | Sébastien Ogier |
| Tag 2 20. Jan. | 11:25 | WP5                                     | Briançonnet / Entrevaux 1                         | 14,55 km                                | Sébastien Ogier                                                                       | Vincent Landais                                                               | Toyota GR Yaris Rally1                                                              | 08:30.7                                 | Sébastien Ogier |
| Tag 2 20. Jan. | 12:40 | Service Reifen Puget-Théniers (15 Min.) | Service Reifen Puget-Théniers (15 Min.)           | Service Reifen Puget-Théniers (15 Min.) | Service Reifen Puget-Théniers (15 Min.)                                               | Service Reifen Puget-Théniers (15 Min.)                                       | Service Reifen Puget-Théniers (15 Min.)                                             | Service Reifen Puget-Théniers (15 Min.) | Sébastien Ogier |
| Tag 2 20. Jan. | 14:23 | WP6                                     | Roure / Roubion / Beuil 2                         | 18,33 km                                | Elfyn Evans                                                                           | Scott Martin                                                                  | Toyota GR Yaris Rally1                                                              | 09:49.3                                 | Sébastien Ogier |
| Tag 2 20. Jan. | 15:36 | WP7                                     | Puget-Théniers / Saint-Antonin 2                  | 19,79 km                                | Sébastien Ogier                                                                       | Vincent Landais                                                               | Toyota GR Yaris Rally1                                                              | 11:38.7                                 | Sébastien Ogier |
| Tag 2 20. Jan. | 16:39 | WP8                                     | Briançonnet / Entrevaux 2                         | 14,55 km                                | Kalle Rovanperä                                                                       | Jonne Halttunen                                                               | Toyota GR Yaris Rally1                                                              | 08:20.0                                 | Sébastien Ogier |
| Tag 2 20. Jan. | 18:54 | Service Park Monaco (50 Min.)           | Service Park Monaco (50 Min.)                     | Service Park Monaco (50 Min.)           | Service Park Monaco (50 Min.)                                                         | Service Park Monaco (50 Min.)                                                 | Service Park Monaco (50 Min.)                                                       | Service Park Monaco (50 Min.)           | Sébastien Ogier |
| Tag 3 21. Jan. | 05:56 | Service Park Monaco (20 Min.)           | Service Park Monaco (20 Min.)                     | Service Park Monaco (20 Min.)           | Service Park Monaco (20 Min.)                                                         | Service Park Monaco (20 Min.)                                                 | Service Park Monaco (20 Min.)                                                       | Service Park Monaco (20 Min.)           | Sébastien Ogier |
| Tag 3 21. Jan. | 08:17 | WP9                                     | Le Fugeret / Thorame-Haute 1                      | 16,80 km                                | Kalle Rovanperä                                                                       | Jonne Halttunen                                                               | Toyota GR Yaris Rally1                                                              | 09:05.5                                 | Sébastien Ogier |
| Tag 3 21. Jan. | 10:08 | WP10                                    | Malijai / Puimichel 1                             | 17,31 km                                | Sébastien Ogier                                                                       | Vincent Landais                                                               | Toyota GR Yaris Rally1                                                              | 09:27.1                                 | Sébastien Ogier |
| Tag 3 21. Jan. | 11:16 | WP11                                    | Ubraye / Entrevaux 1                              | 21,78 km                                | Kalle Rovanperä                                                                       | Jonne Halttunen                                                               | Toyota GR Yaris Rally1                                                              | 11:35.7                                 | Sébastien Ogier |
| Tag 3 21. Jan. | 14:08 | WP12                                    | Le Fugeret / Thorame-Haute 2                      | 16,80 km                                | Thierry Neuville                                                                      | Martijn Wydaeghe                                                              | Hyundai i20 N Rally1                                                                | 09:01.8                                 | Sébastien Ogier |
| Tag 3 21. Jan. | 15:16 | WP13                                    | Malijai / Puimichel 2                             | 17,31 km                                | Thierry Neuville                                                                      | Martijn Wydaeghe                                                              | Hyundai i20 N Rally1                                                                | 09:27.6                                 | Sébastien Ogier |
| Tag 3 21. Jan. | 18:23 | WP 14                                   | Ubraye / Entrevaux 2                              | 21,78 km                                | Kalle Rovanperä                                                                       | Jonne Halttunen                                                               | Hyundai i20 N Rally1                                                                | 11:30.2                                 | Sébastien Ogier |
| Tag 3 21. Jan. | 20:48 | Service Park Monaco 19:11 Uhr (50 Min.) | Service Park Monaco 19:11 Uhr (50 Min.)           | Service Park Monaco 19:11 Uhr (50 Min.) | Service Park Monaco 19:11 Uhr (50 Min.)                                               | Service Park Monaco 19:11 Uhr (50 Min.)                                       | Service Park Monaco 19:11 Uhr (50 Min.)                                             | Service Park Monaco 19:11 Uhr (50 Min.) | Sébastien Ogier |
| Tag 4 22. Jan. | 06:34 | Service Park Monaco 06:37 Uhr (20 Min.) | Service Park Monaco 06:37 Uhr (20 Min.)           | Service Park Monaco 06:37 Uhr (20 Min.) | Service Park Monaco 06:37 Uhr (20 Min.)                                               | Service Park Monaco 06:37 Uhr (20 Min.)                                       | Service Park Monaco 06:37 Uhr (20 Min.)                                             | Service Park Monaco 06:37 Uhr (20 Min.) | Sébastien Ogier |
| Tag 4 22. Jan. | 07:57 | WP15                                    | Lucéram / Lantosque 1                             | 18,82 km                                | Sébastien Ogier                                                                       | Vincent Landais                                                               | Toyota GR Yaris Rally1                                                              | 12:17.9                                 | Sébastien Ogier |
| Tag 4 22. Jan. | 09:05 | WP16                                    | La Bollène-Vésubie / Col de Turini 2              | 15,12 km                                | Kalle Rovanperä                                                                       | Jonne Halttunen                                                               | Toyota GR Yaris Rally1                                                              | 10:08.9                                 | Sébastien Ogier |
| Tag 4 22. Jan. | 10:40 | WP17                                    | Lucéram / Lantosque 2                             | 18,82 km                                | Sébastien Ogier                                                                       | Vincent Landais                                                               | Toyota GR Yaris Rally1                                                              | 12:17.0                                 | Sébastien Ogier |
| Tag 4 22. Jan. | 12:18 | WP18                                    | La Bollène-Vésubie / Col de Turini 3 (Powerstage) | 15,12 km                                | 1. Kalle Rovanperä 2. Ott Tänak 3. Elfyn Evans 4. Thierry Neuville 5. Sébastien Ogier | Jonne Halttunen Martin Järveoja Scott Martin Martijn Wydaeghe Vincent Landais | Toyota GR Yaris Rally1 Ford Puma Rally1 Hyundai i20 N Rally1 Toyota GR Yaris Rally1 | 10:00.5 10:01.1 10:01.2 10:04.7 10:05.2 | Sébastien Ogier |